# 소자역
소자역(일본어: 総社駅, そうじゃえき)는 일본 오카야마현 소자시에 위치한 서일본 여객철도 · 이바라 철도의 철도역이다.
JR 서일본 하쿠비 선의 소속역이며, 이 역을 기점으로 하는 기비 선과 그리고, 이바라 철도에서는 이 역을 시.종착으로 하는 이바라 철도 이바라 선 등의 노선을 운행하고 있다.

## 타는 곳
| 1    | ■기비 선               | ■기비 선               | 빗추타카하시・오카야마 방면             | 빗추타카하시・오카야마 방면 |
| 2    | ■하쿠비 선             | （상행）               | 구라시키・오카야마・와케・반슈아코 방면 | （특급 포함）               |
| 3    | ■하쿠비 선             | （상행）               | 구라시키・오카야마・와케・반슈아코 방면 | （대피 열차용）             |
| 3    | ■하쿠비 선             | （하행）               | 빗추타카하시・니미・요나고 방면         | （대피 열차용）             |
| 3    | ■기비 선               | ■기비 선               | 빗추타카하시・오카야마 방면             | （일부 열차만 사용）        |
| 4    | ■하쿠비 선             | （하행）               | 빗추타카하시・니미・요나고 방면         | （특급 포함）               |
| 5・6 | ■이바라 철도 이바라 선 | ■이바라 철도 이바라 선 | 이바라・간나베 방면                     | 이바라・간나베 방면         |

## 역 주변
- 소자 시청
- 호후쿠지
- 국도 제180호선
- 국도 제486호선

## 역 역사
- 1925년 2월 17일 - 영업 개시.
- 1999년 1월 11일 - 이바라 철도가 영업개시.

## 인접 역
| 서일본 여객철도 하쿠비 선 | 서일본 여객철도 하쿠비 선 | 서일본 여객철도 하쿠비 선   |
| ------------------------- | ------------------------- | --------------------------- |
| 기요네 오카야마 방면      | ■ 하쿠비 선               | 고케이 니미·호키다이센 방면 |
| 서일본 여객철도 기비 선   |                           |                             |
| 히가시소자 오카야마 방면  | ■ 기비 선                 | 시·종착역                   |
| 이바라 철도 이바라 선     |                           |                             |
| 시·종착역                 | ■ 이바라 선               | 기요네 간나베 방면          |